# Коблер (пирог)
Ко́блер (англ. cobbler) — десертное блюдо, разновидность фруктового пирога, начинка которого выкладывается в большую форму для выпечки и покрывается сверху тестом. Некоторые рецепты коблера, особенно на американском юге, напоминают пирог коржевого типа с толстой верхней коркой и нижней корочкой. Коблер распространён в британской и американской кухне; его не следует путать с крамблом.

## Происхождение

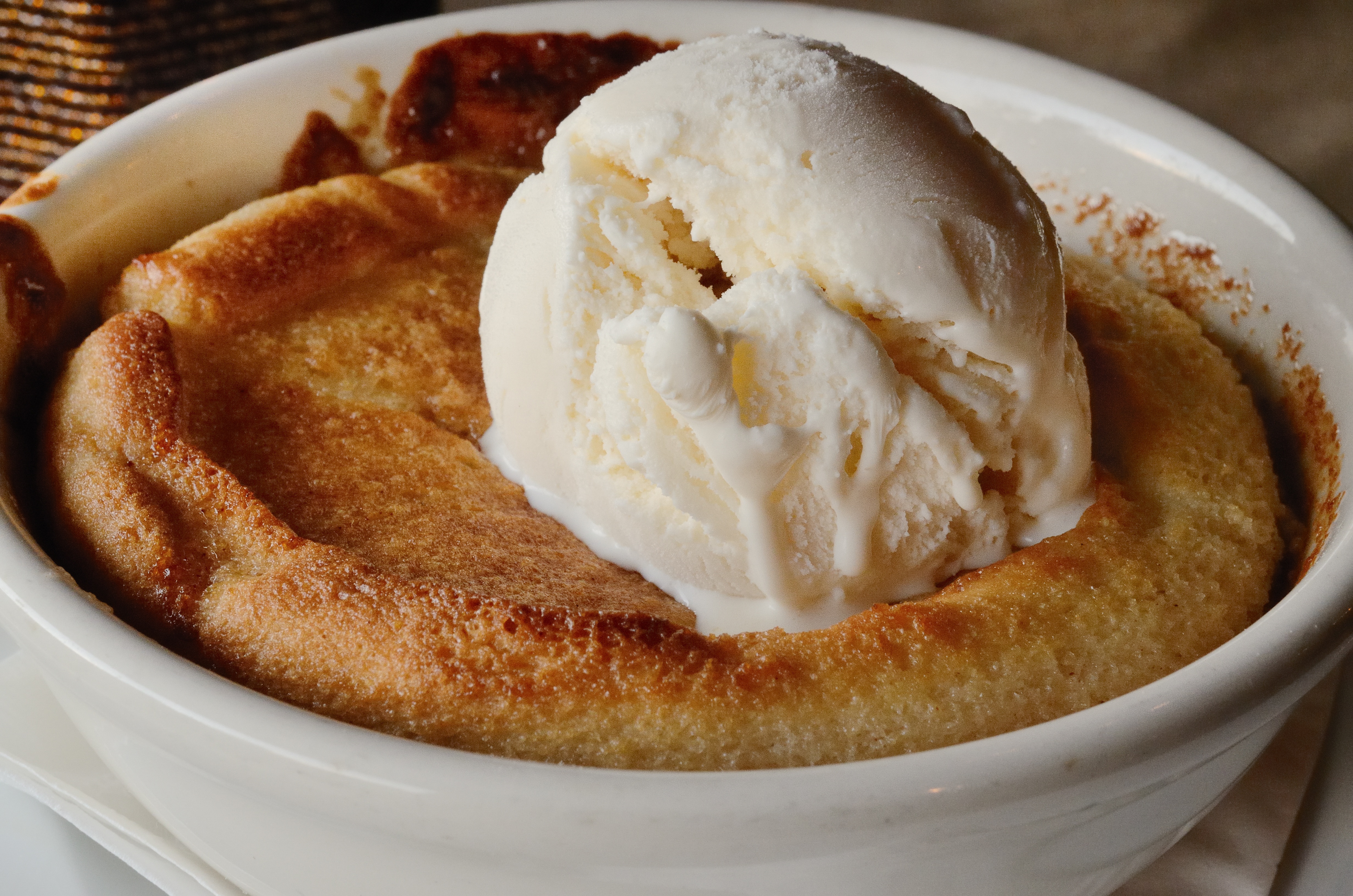
Персиковый коблер с мороженым

Коблер возник в британо-американских колониях. Английские поселенцы не могли приготовить традиционные английские пудинги из-за отсутствия подходящих ингредиентов и посуды для приготовления, поэтому вместо этого они покрывали тушеную начинку слоем сырого простого печенья или теста, соединённых вместе. Происхождение названия, впервые записанного в 1859 году, неясно: скорее всего, оно не имеет ничего общего с английским словом cobbler «сапожник» и скорее связано с архаичным словом cobeler, означающим «деревянная чаша».
На Глубоком Юге коблеры чаще всего изготавливаются с начинкой из какого-то одного фрукта или ягоды (например, ежевичный, черничный, персиковый). Существуют также коблеры с овощной начинкой; например, томатный коблер, который может включать лук и бисквитную начинку, сыр или кукурузную муку.

## См.также
- Свалка (торт)